# Музей истории города Люблина
Музей истории города Люблина (пол. Muzeum Historii Miasta Lublina) расположен в Краковских воротах Люблина и является подразделением Люблинского музея.

## История
Музей расположен в единственных сохранившихся из двух ворот в городских стенах (не сохранившихся), построенных в 1342—1370 годах по указанию польского короля Казимира Великого. Впоследствии в разные века ворота надстраивались, а внутренние помещения в них перепланировались в зависимости от потребностей города. Во время Второй мировой войны в июле 1944 года ворота были повреждены. После проведения реставрационных работ в 1959—1964 годах, во время которых ворота были адаптированы для музейной деятельности, здесь в 1965 году был открыт Исторический отдел Люблинского музея. С 1979 года отдел преобразован в Музей истории города Люблина.

## Коллекция
Экспозиция музея показывает историю города от VI до первой половины XX веков и базируется как на архивных материалах, так и на находках из археологических раскопок в городе. Также в коллекциях музея хранятся люблинские периодические издания; открытки и фотографии Люблина с конца XIX века по 60-е годы XX века; коллекция предметов, связанных с Январским восстанием; документы, фотографии, печатные рекламные материалы люблинских товаропроизводителей, а также документы, связанные с историей Люблинского музея.

Примеры экспонатов
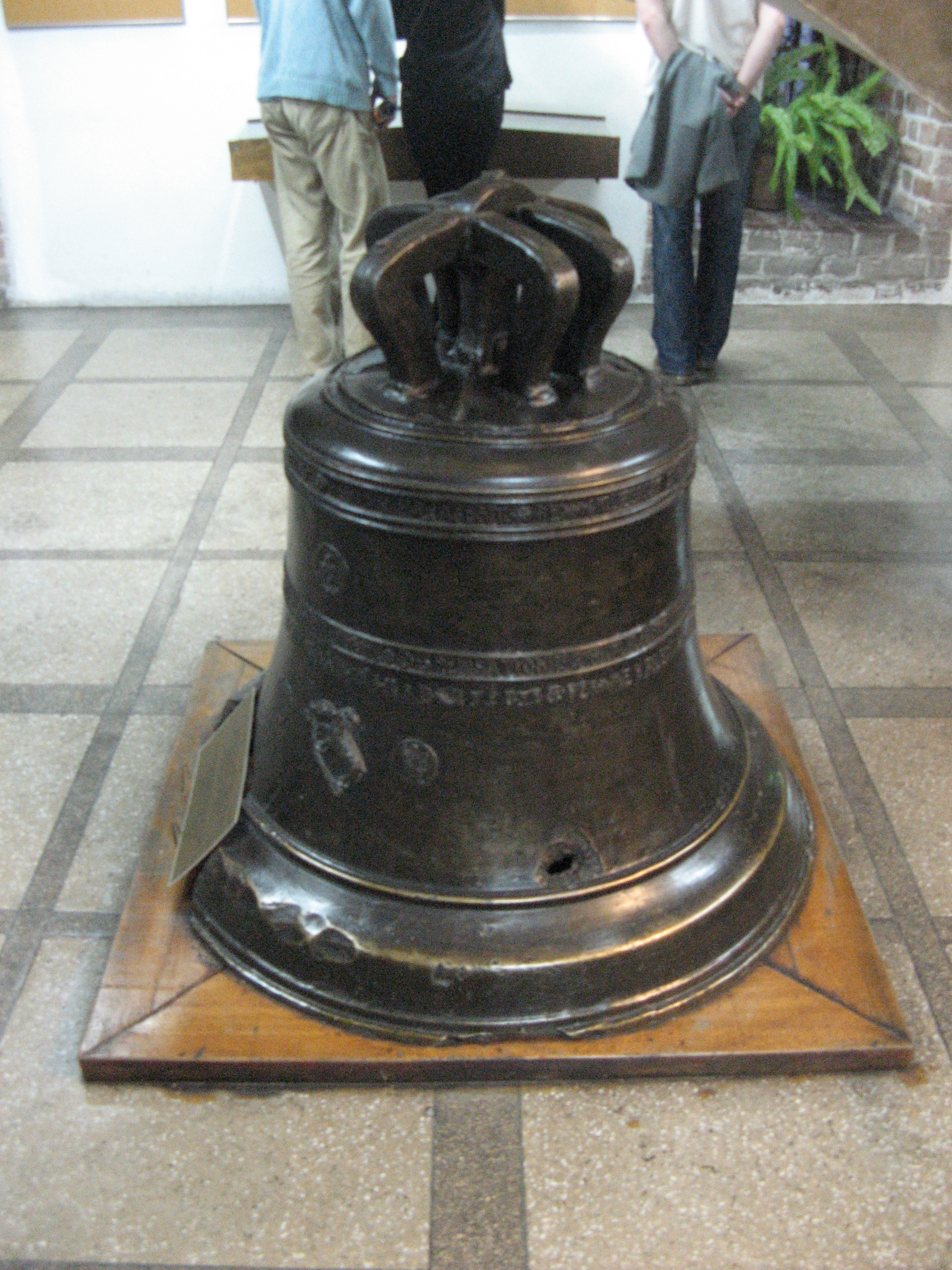
Часовой колокол Краковских ворот (1585, повреждён в 1944 году)
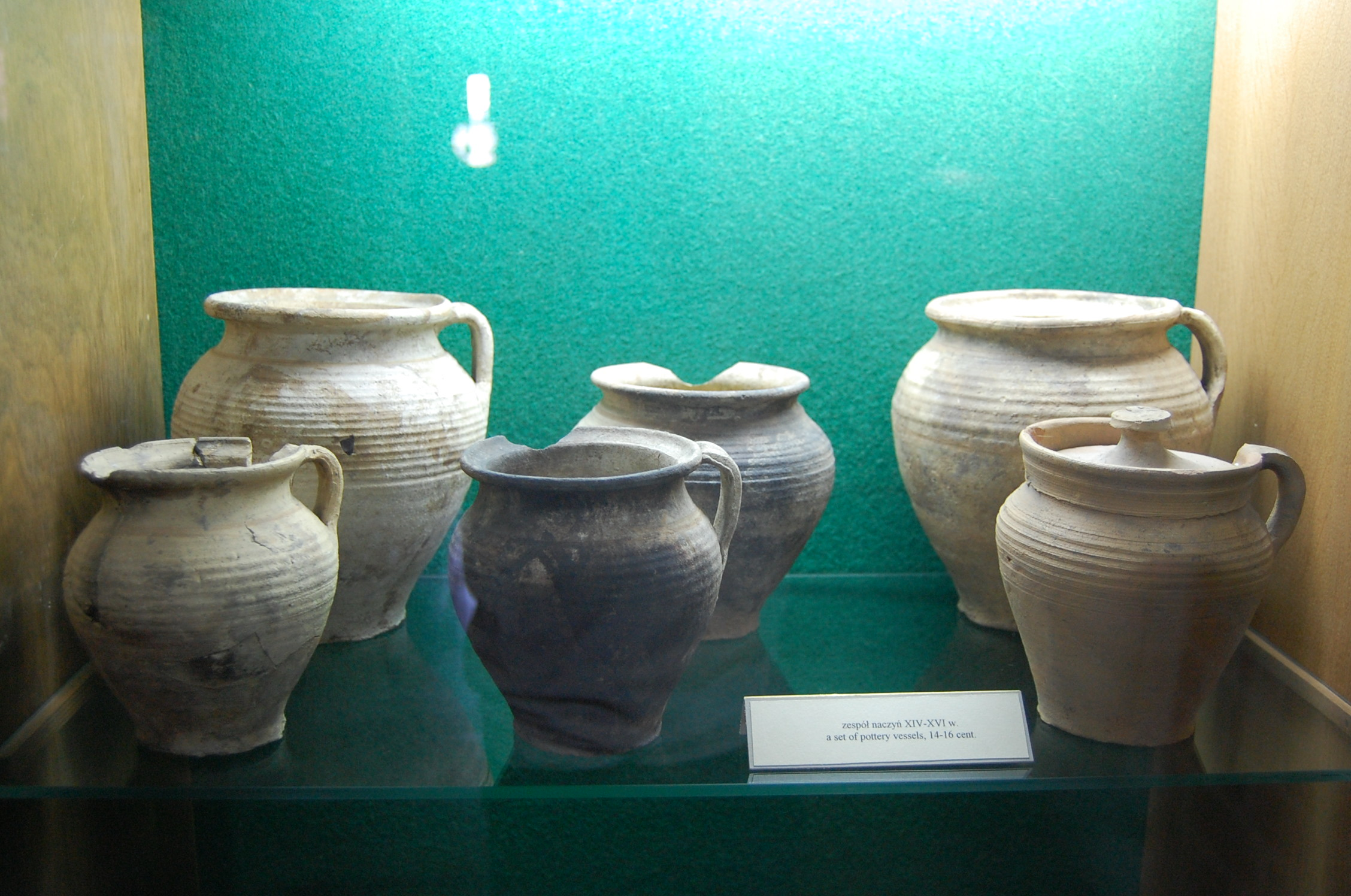
Керамика в экспозиции музея
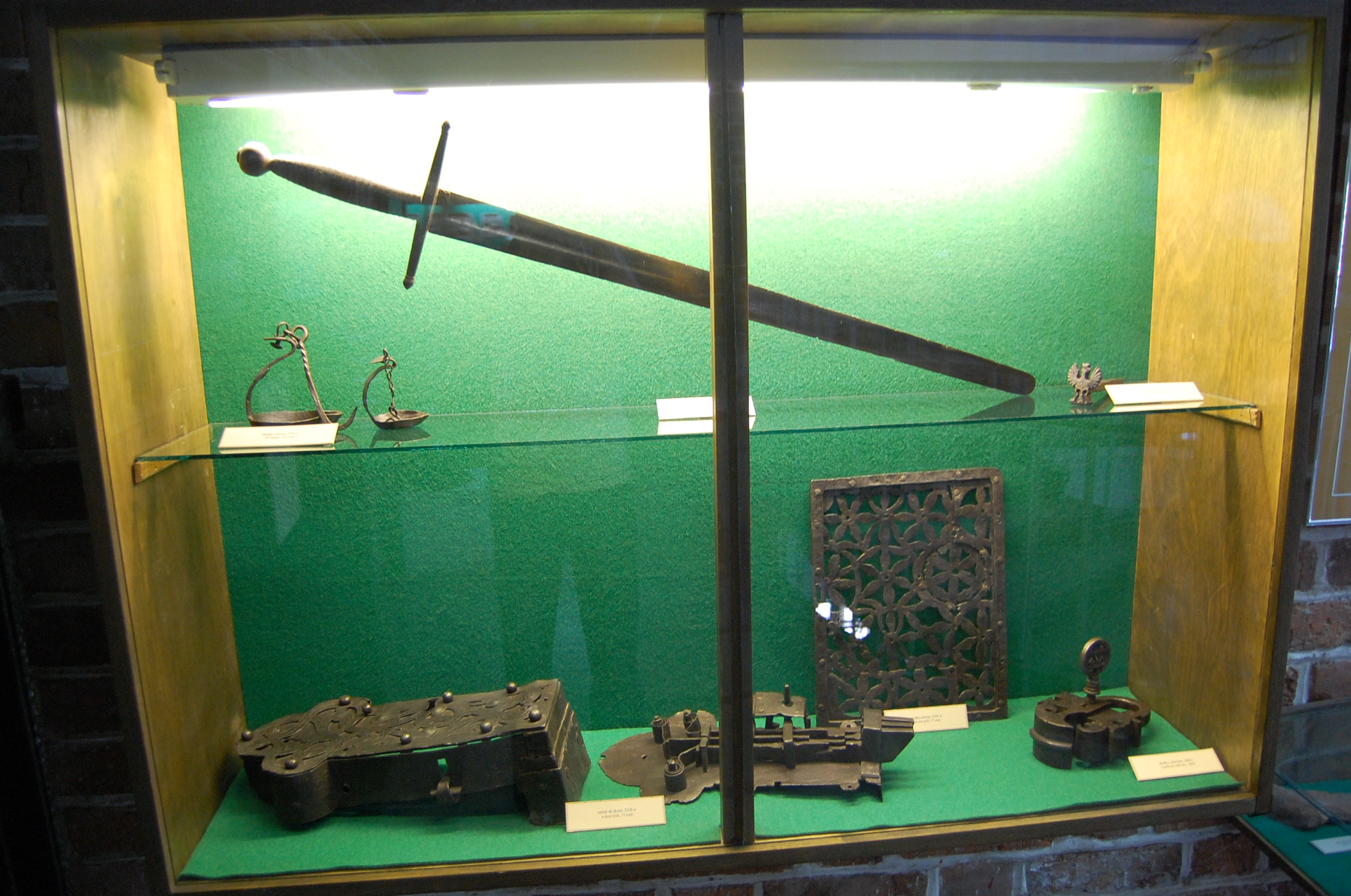
Изделия из металла в экспозиции музея